# Переписна область №20 (Манітоба)
Переписна область №20 (англ. Division No. 20) — переписна область в Канаді, у провінції Манітоба.

## Населення
За даними перепису 2016 року, переписна область нараховувала 9621 жителя, показавши скорочення на 3,3%, порівняно з 2011-м роком. Середня густина населення становила 1 осіб/км².
З офіційних мов обидвома одночасно володіли 275 жителів, тільки англійською — 9 230, тільки французькою — 5, а 10 — жодною з них. Усього 810 осіб вважали рідною мовою не одну з офіційних, з них 80 — одну з корінних мов, а 285 — українську.
Працездатне населення становило 63,1% усього населення, рівень безробіття — 5,2% (7,3% серед чоловіків та 2,8% серед жінок). 77,2% були найманими працівниками, 21,7% — самозайнятими.
Середній дохід на особу становив $37 404 (медіана $30 259), при цьому для чоловіків — $41 626, а для жінок $33 309 (медіани — $35 289 та $26 086 відповідно).
29,5% мешканців мали закінчену шкільну освіту, не мали закінченої шкільної освіти — 31,1%, 39,2% мали післяшкільну освіту, з яких 20,9% мали диплом бакалавра, або вищий.
| Статево-вікова структура населення | Статево-вікова структура населення | Статево-вікова структура населення | Статево-вікова структура населення | Статево-вікова структура населення |
| ---------------------------------- | ---------------------------------- | ---------------------------------- | ---------------------------------- | ---------------------------------- |
|                                    |                                    |                                    |                                    |                                    |
| Всього                             | Всього                             | 49,6%50,4%                         |                                    |                                    |
| 0 — 14 років                       | 0 — 14 років                       |                                    | 17,4%                              | 17,4%                              |
| 15 — 64 років                      | 15 — 64 років                      |                                    | 59,8%                              | 59,8%                              |
| 65 і більше                        | 65 і більше                        |                                    | 22,9%                              | 22,9%                              |
| 85 і більше                        | 85 і більше                        |                                    | 3,8%                               | 3,8%                               |
| Середній вік (років)               | Середній вік (років)               | 42,945,0                           | 43,9                               | 43,9                               |
| Медіана (років)                    | Медіана (років)                    | 45,447,8                           | 46,5                               | 46,5                               |
| — чоловіки — жінки                 |                                    |                                    |                                    |                                    |

| Походження мешканців:     | Походження мешканців:     | Походження мешканців: | Походження мешканців: | Походження мешканців: |
| ------------------------- | ------------------------- | --------------------- | --------------------- | --------------------- |
| Походження                |                           |                       | осіб                  | %                     |
| Корінні американці        | Корінні американці        |                       | 1 670                 | 17.7%                 |
| Інше північноамериканське | Інше північноамериканське |                       | 2 550                 | 27.03%                |
| Європейське               | Європейське               |                       | 7 375                 | 78.17%                |
| британське                | британське                |                       | 4 150                 | 43.99%                |
| французьке                | французьке                |                       | 1 050                 | 11.13%                |
| українське                | українське                |                       | 2 340                 | 24.8%                 |
| Карибське                 | Карибське                 |                       | 20                    | 0.21%                 |
| Латинськоамериканське     | Латинськоамериканське     |                       | 50                    | 0.53%                 |
| Африканське               | Африканське               |                       | 20                    | 0.21%                 |
| Азійське                  | Азійське                  |                       | 180                   | 1.91%                 |

| Зайнятість населення за галузями (за класифікацією NOC): | Зайнятість населення за галузями (за класифікацією NOC): | Зайнятість населення за галузями (за класифікацією NOC): | Зайнятість населення за галузями (за класифікацією NOC): | Зайнятість населення за галузями (за класифікацією NOC): |
| -------------------------------------------------------- | -------------------------------------------------------- | -------------------------------------------------------- | -------------------------------------------------------- | -------------------------------------------------------- |
|                                                          |                                                          |                                                          |                                                          |                                                          |
| Управління                                               | Управління                                               |                                                          | 17,4%                                                    | 17,4%                                                    |
| Бізнес, фінанси та адміністрування                       | Бізнес, фінанси та адміністрування                       |                                                          | 10,7%                                                    | 10,7%                                                    |
| Природничі та прикладні науки                            | Природничі та прикладні науки                            |                                                          | 2,8%                                                     | 2,8%                                                     |
| Охорона здоров'я                                         | Охорона здоров'я                                         |                                                          | 8,2%                                                     | 8,2%                                                     |
| Освіта, правозахист, муніципальні та урядові служби      | Освіта, правозахист, муніципальні та урядові служби      |                                                          | 12%                                                      | 12%                                                      |
| Мистецтво, культура, відпочинок та спорт                 | Мистецтво, культура, відпочинок та спорт                 |                                                          | 1,6%                                                     | 1,6%                                                     |
| Роздрібна торгівля та послуги                            | Роздрібна торгівля та послуги                            |                                                          | 19,2%                                                    | 19,2%                                                    |
| Гуртова торгівля, транспорт та обладнання                | Гуртова торгівля, транспорт та обладнання                |                                                          | 18,1%                                                    | 18,1%                                                    |
| Природні ресурси, сільське господарство                  | Природні ресурси, сільське господарство                  |                                                          | 6,5%                                                     | 6,5%                                                     |
| Виробництво                                              | Виробництво                                              |                                                          | 3,3%                                                     | 3,3%                                                     |

## Населені пункти
До переписної області входять містечко Свон-Рівер, муніципалітети Мінітонас-Бовсмен, Свон-Веллі-Вест, а також хутори, інші малі населені пункти та розосереджені поселення.

## Клімат
Середня річна температура становить 1,3°C, середня максимальна – 22,4°C, а середня мінімальна – -25,7°C. Середня річна кількість опадів – 568 мм.
| Клімат поселення                              | Клімат поселення | Клімат поселення | Клімат поселення | Клімат поселення | Клімат поселення | Клімат поселення | Клімат поселення | Клімат поселення | Клімат поселення | Клімат поселення | Клімат поселення | Клімат поселення | Клімат поселення |
| Показник                                      | Січ.             | Лют.             | Бер.             | Квіт.            | Трав.            | Черв.            | Лип.             | Серп.            | Вер.             | Жовт.            | Лист.            | Груд.            |                  |
| Середній максимум, °C                         | −12,04           | −7,97            | −1,11            | 8,95             | 17,12            | 22,40            | 22,28            | 21,18            | 15,52            | 8,50             | −1,98            | −11,57           |                  |
| Середня температура, °C                       | −18,86           | −14,78           | −7,93            | 2,10             | 10,32            | 15,62            | 18,07            | 16,98            | 11,30            | 4,30             | −6,2             | −15,8            |                  |
| Середній мінімум, °C                          | −25,69           | −21,6            | −14,72           | −4,69            | 3,50             | 8,81             | 13,86            | 12,74            | 7,10             | 0,07             | −10,4            | −20              |                  |
| Норма опадів, мм                              | 23               | 18               | 27               | 37               | 55               | 86               | 93               | 75               | 64               | 39               | 27               | 24               |                  |
| Середньомісячна швидкість вітру, м/с          | 3.40             | 3.40             | 3.50             | 3.80             | 3.90             | 3.60             | 3.30             | 3.30             | 3.60             | 3.70             | 3.60             | 3.40             |                  |
| Середньомісячна сонячна радіація, кДж/м²·день | 3640             | 6891             | 12488            | 17272            | 20518            | 21487            | 21613            | 18065            | 12199            | 7118             | 3760             | 2735             |                  |
| --------------------------------------------- | ---------------- | ---------------- | ---------------- | ---------------- | ---------------- | ---------------- | ---------------- | ---------------- | ---------------- | ---------------- | ---------------- | ---------------- | ---------------- |
| Джерело:                                      |                  |                  |                  |                  |                  |                  |                  |                  |                  |                  |                  |                  |                  |